# Tout Puissant Mazembe
Tout Puissant Mazembe (em tradução literal do francês, "Todo Poderoso Mazembe"), ou TP Mazembe (anteriormente conhecido como "Englebert"), é um clube de futebol da República Democrática do Congo. Manda seus jogos no Estádio Municipal de Lubumbashi.
O TP Mazembe foi fundado em 1939 por monges beneditinos que dirigiam o Instituto de São Bonifácio Elisabethville (Lubumbashi). Para diversificar as atividades de estudo para aqueles que se dedicavam ao sacerdócio, decidiu criar um time de futebol, chamado a equipe de São Jorge, padroeiro da tropa.
Foi campeão da Copa Africana dos Campeões em 1967 e 1968. Em 2009 conseguiu chegar à final da Liga dos Campeões da CAF, onde disputou o título contra o Heartland da Nigéria. Perdeu o primeiro jogo para os nigerianos por 2 a 1, mas a vitória em casa, no jogo de volta, por 1 a 0, deu o terceiro título africano para a equipe congolesa. O título também lhe garantiu o direito de disputar o Mundial de Clubes da FIFA 2009.
Em 2010 conquistou o bi-campeonato consecutivo da Copa Africana dos Campeões, ao vencer o Espérance ST da Tunísia na final (5 a 0 no jogo de ida e um empate em 1 a 1 na volta), o que lhe garantiu a vaga africana na Mundial de Clubes da FIFA 2010.

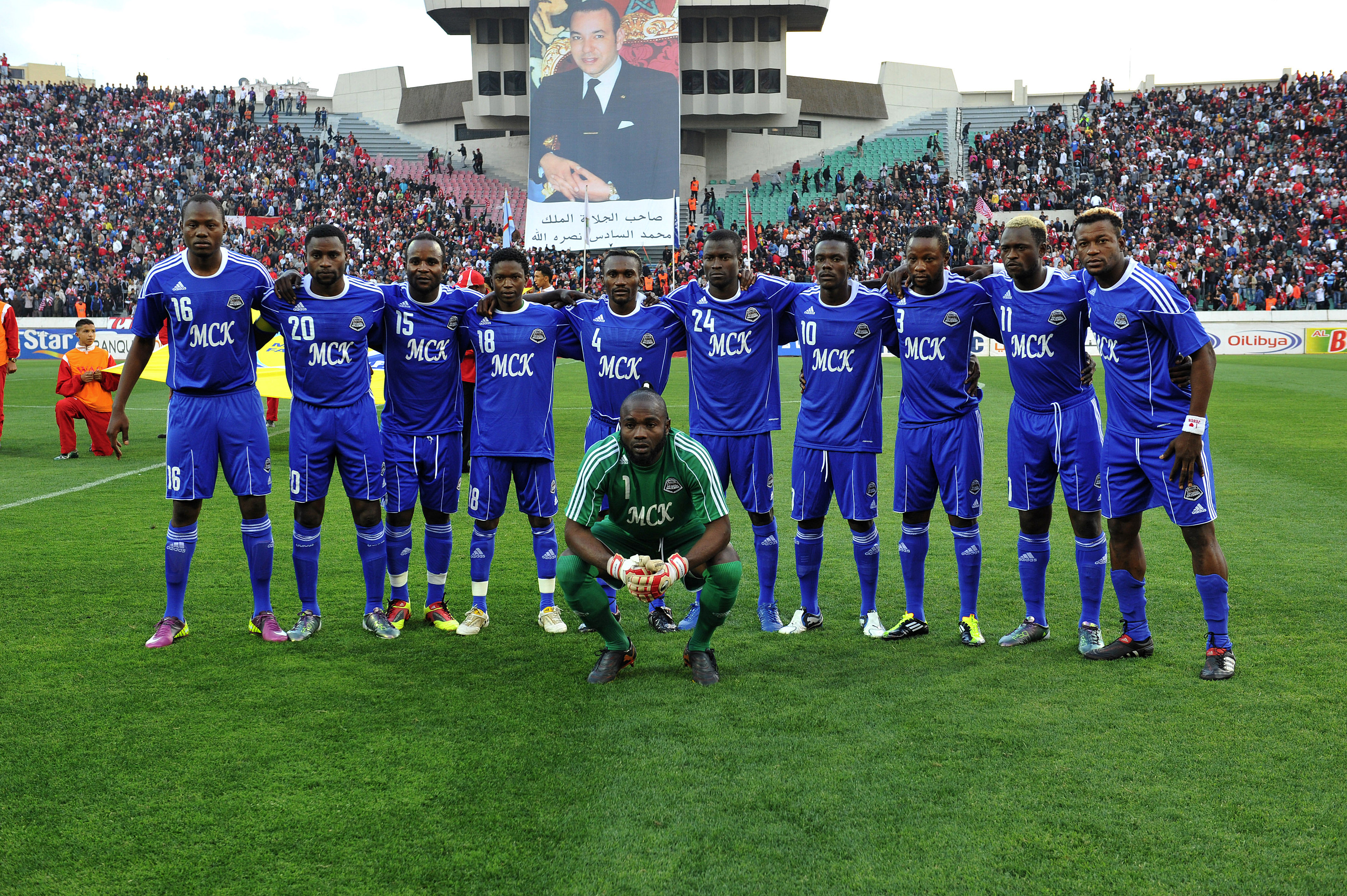
TP Mazembe Abril 2011

No Mundial de Clubes da FIFA 2010 o clube surpreendeu o favorito Pachuca e ganhou por 1 a 0, ficando com o direito de disputar as semi-finais com o Internacional. Em seguida, nas semifinais, eliminou o Internacional de Porto Alegre pelo placar de 2 a 0, sendo o primeiro time de fora da Europa e América do Sul a disputar a final do Mundial de Clubes. Na final do campeonato o clube africano enfrentou a Inter de Milão, então campeã da Champions League, perdendo pelo placar de 3 a 0. Em 2015, novamente disputou o Mundial de Clubes da FIFA, após conquistar mais uma Liga dos Campeões da África contra o clube argelino USM Argel.

## Títulos
| CONTINENTAIS                   | CONTINENTAIS                  | CONTINENTAIS | CONTINENTAIS |
|                                | Competição                    | Títulos      | Temporadas |
| ------------------------------ | ----------------------------- | ------------ | --- |
|                                | Liga dos Campeões da CAF      | 5            | 1967, 1968, 2009, 2010, 2015 |
|                                | Copa das Confederações da CAF | 2            | 2016, 2017 |
|                                | Recopa da CAF                 | 1            | 1980 |
|                                | Supercopa da CAF              | 3            | 2010, 2011, 2016 |
| NACIONAIS                      |                               |              | |
|                                | Competição                    | Títulos      | Temporadas |
| República Democrática do Congo | Campeonato Nacional do Congo  | 20           | 1966, 1967, 1969, 1976, 1987, 2000, 2001, 2006, 2007, 2009, 2011, 2012, 2013, 2013-14, 2015-16, 2016-17, 2018-19, 2019-20, 2020-21, 2023-24 |
| República Democrática do Congo | Copa do Congo                 | 5            | 1966, 1967, 1976, 1979, 2000 |
| República Democrática do Congo | Supercopa do Congo            | 3            | 2013, 2014, 2016 |

## Campanhas de destaque

### Vice-campeão

Mazembe vs Inter 18-12-2010

- Copa do Mundo de Clubes da FIFA: 1 (2010)
- Liga dos Campeões da CAF: 2 (1969, 1970)
- Copa do Congo: 1 (2003)

## Uniformes

### Uniformes dos jogadores
- 1º - Camisa preta com listras brancas, calção preto e meias brancas;
- 2º - Camisa azul, calção e meias azuis;
- 3º - Camisa vermelha, calção e meias vermelhas.

| Primeiro | Segundo | Terceiro |

### Uniformes dos goleiros
- Amarelo com detalhes pretos;
- Vermelho com detalhes brancos;
- Verde com detalhes brancos.

| Cores do Time · Cores do Time · Cores do Time · Cores do Time · Cores do Time | Cores do Time · Cores do Time · Cores do Time · Cores do Time · Cores do Time | Cores do Time · Cores do Time · Cores do Time · Cores do Time · Cores do Time |

### Uniformes anteriores
- 2010

| Primeiro | Segundo | Terceiro |  |

- 2008

| Primeiro | Segundo |  |

## Jogadores destacáveis
| - Ilunga Mwepu - Voskian Louminurrie - Papin Alakiaku Bananga - Janvier Bokungu - Tshilola Tshinyama - Ntumba Kalala - Pierre Kalala - André Kalonzo - Eric Kateng - Pierre Katumba | - Robert Kazadi - Dieumerci Mbokani - Sony Mpinda - Martin Tshinabu - Boule Tshizeu - Saïdi Léonard - Muteba Kidiaba - Dioko Kaluyituka - Mulota Kabangu - Trésor Mputu |